# الجمعية الجزائرية للدفاع عن اللغة العربية

## نشأة الجمعية
هي جمعية ثقافية تم تأسيسها في الجزائر سنة 1990 بعد عقد عدة اجتماعات تأسيسية في نهاية 1988 وبداية 1989 توجت بانعقاد الجمعية التأسيسية التي كان عدد أعضائها مائة وخمسة أعضاء، انتخبت مجلس الجمعية ومكتبها ورئيسها الدكتور عثمان سعدي. 
الغاية القصوى من اهداف الجمعية هي ترقية اللغة العربية في المجتمع الجزائري وجعلها أداة علمية فعالة قادرة على تجسيد متطلبات الحياة العصرية في مجال العلم والعمل والتعامل بجميع مظاهره، وتلك مهمة منصوص عليها في جميع المواثيق والدساتير الجزائرية باعتبارها اللغة الرسمية للجزائر.
أصدرت الجمعية مجلة 'الكلمة' الناطقة باسمها.

## تاريخ اللّغات في الجزائر
```
اللغة العربية هي لغة شعب 
جمهورية الجزائر
 أما الأمازيغية فهي معترف بها كلغة وطنية غير رسمية للدولة ولغة قومية، أما الفرنسية فهي كاللغة الإنجليزية تُدرَّس وتُعلَّم بالمدارس الجزائرية كباقي الدول العربية أما من يتكلمون بالفرنسية فهم فقط من تبع ورعايا فرنسا ولا نعترف بها كلغة رسمية أو وطنية.
```

## اللّغة العربية في منظور الحركة الوطنية الجزائرية.[1]
من المهم بمكان تتبع موقف الحركة الوطنية الجزائرية من قضية اللغة العربية. والقصد من موقف الحركة الوطنية هنا جهود الجزائريين طيلة الاحتلال في المطالبة باحترام وتعلم اللغة العربية والدفاع عنها والافتخار بها. سيتم في هذه الفقرة التركيز على تلك الجهود منذ ظهور المنظمات والأحزاب التي أصبحت تمثل الجزائريين وتتكلم باسمهم في الوقت الذي انتشر فيه التعليم بالفرنسية بين الجزائريين أنفسهم.
سيتم تناول الموضوع على مرحلتين، الأولى ما قبل 1919 والثانية منذ هذا التّاريخ.

### المرحلة الأولى: 1830-1919
حين وقع الاحتلال الفرنسي للجزائر كانت اللغة العربية هي لغة التعليم في المدارس والزوايا و المساجد، وهي اللّغة الأدبية التي تؤلف بها الكتب والبحوث، وهي أداة التعامل في المحاكم الشّرعية والمراسلات الرسمية، وتوثق بها عقود الأوقاف والمواريث، وتكتب بها محاضر المداولات الإدارية والمنازعات في كل أنحاء القطر. وهي كذلك لغة الأدباء والخطباء.و في نفس الوقت كانت اللّهجات العربية الدّارجة واللّهجات البربرية مستعملة في الحياة اليومية بين المواطنين، ولعل هناك من كان يكتب بهذه اللّهجة أو تلك بعض الرّسائل الإخبارية والمعلومات الشّخصية.
أما اللّغة التركية فقد كانت قليلة الاستعمال ومحصورة الانتشار، ولا نكاد نجدها خارج الجزائر العاصمة، حتى بين الموظّفين العثمانيين في الأقاليم، لعلاقتهم المباشرة مع المواطنين.أمّا في العاصمة فقد كانت اللّغة التركية مستعملة في مستويات إدارية كالمجلس الرّسمي (الديوان)، الذي كانت تسجّل فيه المحاضر بالعربية و التركية معا على أيدي الكتبة أو الخوجات، وكانت التّرجمة هي وسيلة التبليغ بين الحاضرين إذا لزم الأمر.كما أنّ اللّغة التركية كانت مستعملة في ثكنات الجيش الإنكشاري بالخصوص، لأنه جيش خليط ومن مواليد الأناضول في معظمه.
و المعروف أنّ الحروف العربية هي التي كانت مستعملة سواء تعلق الأمر باللهجات الدّارجة أو باللّغة التركية.
وقد اعتمد الفرنسيون منذ اللّحظة الأولى للاحتلال على التّرجمة وعلى دراسة اللغة العربية لأنهم كانوا يعرفون أنهم بدون ذلك لا يمكنهم معرفة الجزائريين ولا النجاح في التعامل معهم وفرض سلطانهم عليهم. جاءت الحملة الفرنسية بمجموعة من المترجمين، مدنيين وعسكريين، ونشطت مدرسة اللّغات الشّرقية في باريس في تخريج المستعربين وإرسالهم إلى الجزائر، وتعامل المسؤولون الأوّلون مع يهود الجزائر كوسطاء في اللغة العربية، بل أنهم وظفوا جزائريين في مناصب بلدية، قضائية، إدارية ونحوها إمّا لكونهم يحسنون شيئا من الفرنسية إلى جانب العربية وإما لكونهم تابعين لمصالح تعرف العربية فيقدّمون إليها المعلومات والتقارير وهي بدورها تقوم بالتّرجمة والتّوصيل.
و من أوّل ما فكّر فيه الفرنسيون ووضعوه موضع التّنفيذ هو فرض تعلم اللغة العربية على الضباط والمسؤولين بالجزائر. فأنشؤوا لذلك كراسي للّغة العربية ووضعوا لذلك مناهج علمية وطبعوا كتبا تطبيقية وكافؤوا المتفوقين في العربية منهم بتقديمهم على غيرهم عند الترشح للمناصب. وأوّل من شجّع على ذلك وجعله شرطا رسميا هو الماريشال بيجو نفسه.
و لكن هناك ملاحظتان تجب إبداؤهما على ما سبق، الأولى هي أن تعليم اللغة العربية للفرنسيين كان مقتصرا تقريبا على اللغة الدارجة بعد تعلم القواعد العامة للأبجدية والجملة العربية، باستثناء المستعربين وأصحاب الاختصاص الذين لم يقتصروا على الدارجة بل درسوا علوم العربية وآدابها وتاريخ العرب والإسلام.
أما الملاحظة الثانية فهي أن الفرنسيين كانوا مهتمين ب اللغة العربية باعتبارها هي لغة الشعب الجزائري الذي يعملون على استعماره والسيطرة عليه، ومعرفة آدابه وتفكيره وماضيه. ولذلك كان اهتمامهم مرتكزا على الجانب العملي من اللغة العربية، سواء الفصحى أو الدارجة. ومن جهة أخرى كان الفرنسيون يعرفون أنهم بدراسة اللغة العربية يتمكنون من التغلغل أيضا داخل المجتمعات العربية والإسلامية والاستفادة منها تجاريا واقتصاديا منافسة منهم ل الإنجليز وغيرهم.
و قد يسأل السائل إذن عن وضع اللغة العربية بين الجزائريين غداة الاحتلال، الواقع أن تعلمها قد تضرر كثيرا حتى كاد يمّحي. فبالقضاء على الأوقاف وهدم المساجد والمدارس وهجرة العلماء والمؤدبين وكثرة الحروب كاد التعلم ب اللغة العربية ينقرض. كما أن الفرنسيين اتبعوا سياسة التجهيل التي دامت سبعين سنة فلم ينشروا بين الجزائريين لا العربية ولا الفرنسية. وهم يدعون تارة أن الجزائريين لا يقبلون على المدارس خوفا من التنصير، ويزعمون تارة أخرى أن المال يعوزهم.و لعل أبرز الأسباب لسياسة التجهيل المعتمدة هو معاقبة الجزائريين على مقاومتهم المسلحة التي دامت، كما هو معروف، إلى ثورة بوعمامة في الثمانينيات من القرن التاسع عشر. كما أن الفرنسيين كانوا يخشون من أن التعليم عموما سيؤدي بالجزائريين إلى اليقظة والإطلاع على أحوال العالم فتتكون من بينهم جماعات وأحزاب تطالب بالحقوق السياسية وتحارب الفرنسيين بأسلحتهم، كما وقع فعلا فيما بين الحربين.
و لكن هذه الصورة للتجهيل لم تكن ناجحة تماما. فقد بقي تعليم اللغة العربية عملية سرية يقوم بها الجزائريون في بيوتهم بالمدن، وفي زواياهم في الريف وكان تعليمها متصلا اتصالا وثيقا بحفظ القرآن الكريم للبنين والبنات، وتعليم أولويات الدين الإسلامي. وقد تفطن الفرنسيون منذ العشرينية الأولى من احتلالهم للجزائر إلى خطورة هذه الظاهرة فأرادوا السيطرة عليها أيضا. وذلك بإدخال اللغة الفرنسية إلى المدارس القرآنية على أن يتولى تدريسها هناك أحد المعلمين الفرنسيين. وهو الموقف الذي عارضه بشدة الشيخ مصطفى الكبابطي، مفتي مدينة الجزائر، سنة1843 وسانده المواطنون، فاستحق عليه التجريد من وظيفته والنفي من وطنه، متهما من إدارة الماريشال بيجو بالعصيان والمقاومة.
أما الزوايا الريفية فقد وضع الفرنسيون عليها أيديهم بالرقابة المستمرة على شيوخها وزوارها، وبضبط برنامجها فحيث لا يسمح لها إلا بتحفيظ القرآن الكريم دون تفسيره أو شرحه ودون تعليم لقواعد اللغة العربية، مع شرط أساسي آخر وهو أن تكون الزاوية غير خطرة على الفرنسيين ولم تشارك في إحدى الثورات ضدهم.
على أن هناك قناة أخرى بقيت العربية تعيش من خلالها وتومض منها ولم وميضا خافتا. وهي المدارس الحكومية الثلاث التي تأسست سنة 1850. ولقد تطورت إلى حد ما حتى أصبحت تعرف عند الجيل الحاضر باسم المدارس الفرنسية-الإسلامية. ذلك أن الفرنسيين احتاجوا في التعامل مع الجزائريين إلى موظفين في القضاء الإسلامي، وفي الترجمة العسكرية والعدلية وحتى في التدريسباللغة العربية، فأسسوا المدارس المذكورة في نقاط ثلاث من القطر الجزائري وجعلوا عليها في البداية مديرين جزائريين وسمحوا بدخولها لعدد ضئيل من الجزائريين ـ حسب الحاجة الوظيفية ـ ولكنهم منذ التسعينيات من القرن التاسع عشر جعلوا إدارتها تحت مستشرقين فرنسيين بدعوى الإصلاح والتطوير. وقد أخرجت هذه المدارس الحكومية مع ذلك، وجوها بارزة في اللغة العربية زمن الاحتلال نذكر منهم ابن الموهوب وابن بريهمات وابن شنب وابن سماية والحفناوي والكمال، وكلهم تخرجوا قبل الحرب العالمية الأولى. وهم الذين كان المؤرخون الفرنسيون يسمونهم بالنخبة التقليدية لأنهم لم يتخرجوا من الثانويات الفرنسية.

### المرحلة الثانية: 1919-1954
رغم أن حزب نجم شمال إفريقيا قد ولد في فرنسا فإنه اهتم باللغة العربية في الجزائر اهتماما واضحا. فلم تمض سنة على إمشائه حتى نادى في مطالبه التي قدمها باسمه الحاج أحمد مصالي إلى مؤتمر بروكسل سنة 1927 بإنشاء المدارس باللغة العربية. والمعروف أن النجم قد حلته السلطات الاستعمارية الفرنسية سنة 1929 غداة الاحتفال المئوي بالاحتلال، ثم أعاد تنظيم نفسه سنة 1933 وهو ما يزال في فرنسا. وقد جاء في برنامجه الجديد الذي صاغه ووجهه للجزائريين بعد أن خرج منه التونسيين والمغاربة ما يلي:
المادة الثامنة: تعليم اللغة العربية تعليما إجباريا. وجاء في مادة أخرى من هذا البرنامج: اللغة الرسمية في البلاد هي اللغة العربية. وفي مادة أخرى منه جاء فيها: التعليم سيكون مجانيا وإلزاميا في جميع مراحله، وسيكون باللغة العربية.
و قد تكون حزب الشعب الجزائري على أنقاض النجم سنة 1937 وأثناء مؤتمره العام الذي انعقد خلال أوت 1938 طالب حزب الشعب بما يلي حول اللغة العربية:
- إصدار مرسوم يجعل تعلم اللغة العربية إجباريا في جميع مستويات التعليم على غرار الوضع في تونس والمغرب وفي المشرق العربي أيضا.
- الحرية المطلقة للتعليم الحر. والمقصود بالتعليم الحر هنا هو التعليم العربي الذي كانت تمارسه جمعية العلماء، والذي كان يتعرض لاضطهادات إدارية قاسية مثل قرار ميشيل 1933 ورينييه 1935. والمعروف أن السلطات الفرنسية كانت تعتبر اللغة العربية لغة أجنبية في الجزائر وتجري عليها قوانين اللغات الأجنبية في فرنسا. لذلك يعتبر المطلب الثاني لحزب الشعب ليس فقط مطلبا شرعيا ووطنيا ولكنه منه انتصار لسياسة جمعية العلماء التعليمية.
- تأسيس كلية للآداب بجامعة الجزائر، تدرس فيها اللغة العربية والآداب العربية إلى جانب التاريخ وعلم الاجتماع والفلسفة الإسلامية.
- رفع مستوى الثانويات الإسلامية (أي المدارس الرسمية الثلاث المشار إليها في المرحلة الأولى) بتحويلها إلى جامعات إسلامية يقوم بتدريس العربية فيها وآدابها أساتذة مسلمون. والإلحاح على الأساتذة (المسلمون) في هذا الصدد يرجع إلى أن الدراسات العربية والإسلامية في المدارس الحكومية الثلاث وفي كلية الآداب وفي معهد الدراسات الشرقية الذي أنشئ خلال الثلاثينيات كانت كلها تحت إشراف المستشرقين الفرنسيين وهم الذين كانوا يسيرونها ويوجهونها ويمارسون التدريس فيها.

و قد سارت حركة انتصار الحريات الديمقراطية التي تأسست سنة 1946 والتي هي في الواقع استمرار لحزب الشعب الجزائري، على الأسس المذكورة بالنسبة للغة العربية. وكان هذا الحزب نفسه قد أنشأ سنة 1937 جريدة الشعب بالعربية في الجزائر إلى جانب الأمة التي كانت تصدر بالفرنسية في فرنسا. أما حركة الانتصار فقد أسست بدورها صحفا باللغة العربية تابعة لها أو نوحي منها مثل المنار والمغرب العربي وصوت الجزائر، إلى جانب الجزائر الحرة التي كانت تصدر بالفرنسية. فلم يأت نوفمبر سنة 1954 حتى كان أعضاء الحزب متشبعين بمبدأ المطالبة باللغة العربية كلغة وطنية ورسمية لالجزائر. ومن جهة أخرى أسس حزب الشعب مدارس حرة على غرار ما فعلت جمعية العلماء لتعليم اللغة العربية لأبناء الشعب الجزائري سيما منذ 1950.
أما جمعية العلماء المسلمين الجزائريين فممارسة تعليم اللغة العربية والمطالبة باحترامها وإنشاء الصحف بها واعتبارها هي اللغة التي تعبر عن عن شخصية الجزائر، كلها من المبادئ الأساسية التي قامت عليها وتضمنها دستورها وخطب رجالها، وكانت مدار مدارسها ومعلميها. وكان شعار جمعية العلماء المحفوظ لدى تلاميذها (الجزائر وطننا، والإسلام ديننا، والعربية لغتنا). فلا غرابة إذا أن تقوم حركة ابن باديس أولا وجمعية العلماء ثانيا، على نشر وتقديس العربية حتى قال ابن باديس مقولته الشهيرة (أقضي بياضي على العربية والإسلام وأقضي سوادي عليهما) أو ما في معناها.
و مع ذلك نذكر أن المطالب التي قدمتها جمعية العلماء للمؤتمر الإسلامي (1936) والتي تبناها المؤتمرون جميعا (و فيهم النخبة والشيوعيون والنواب) قامت على ما يلي بخصوص اللغة العربية:
- إلغاء كل ما يتخذ ضد اللغة العربية من وسائل استثنائية، وإلغاء اعتبارها لغة أجنبية.
- الحرية التامة في تعلم اللغة العربية.

وقد ظل ذلك هو شعار الجمعية والمطلب الرئيسي لها، بل والممارسة الفعلية في الميدان، رغم العراقيل والاضطهاد، فكان معهد ابن باديس وكانت العشرات من المدارس، وكانت الصحف والنوادي والجمعيات التي تنشر العلم بالعربية في المدن والقرى إلى قيام الثورة التحريرية. والمعروف أنه قد أعيد تنظيم الجمعية سنة 1946، مثل كل الأحزاب والمنظمات الوطنية. وقد لاحظ أحد الكتاب أن اللافتة المعلقة في أول اجتماع لجمعية العلماء بعد الحرب العالمية الثانية كانت تقرأ كالتالي: (نريد حرية التعليم والاعتراف باللغة العربية مثل الفرنسية). وقد قدمت جمعية العلماء بعد الحرب تقريرا مفصلا إلى السلطات الاستعمارية الفرنسية طالبت فيه بفصل الدين الإسلامي عن الدولة الفرنسية وجعل اللغة العربية لغة رسمية.

## الحرب على اللغة العربية في الجزائرالمستقلة، الاستعمار الحديث
بعد طرد الجزائريين للاستعمار الفرنسي بقي في الجزائر ما يسمى بحزب فرنسا في الجزائر الدي كان هدفه خدمة المصالح الفرنسية في الجزائر بعد رحيلها ويضم هدا الحزب الدي يجهل وجوده في الجزائر كثير من الجزائريين كثير من الجزائريين الغير الوطنيين أو من يخدمون المصالح الفرنسية على حساب المصالح الجزائرية مقابل فوائد شخصية واحدى ادواته الجمعية الفرنكفونية الفرنسية في الجزائر التي تمولها الحكومة الفرنسية ويقال كدلك انه تشارك في تمويلها الجمعية اليهودية الفرنسية نظرا لاهدافها التي تستهدف الثوابت الأساسية للامة الجزائرية وهي الدين الإسلامي واللغة العربية.
```
jjj
```

## الوضع اللغوي في الجزائر المستقلة مقارنة بغيره من الدول

### الوضع اللغوي فياندونيسيا.[2]
تتمتع اندونيسيا بلغة قومية واحدة هي لغة (بهاسا اندونيسيا) أي لغة أندونوسيا، المستمدة من اللغة المالوية والتي اعتمدتها الحركة الوطنية كلغة وطنية منذ سنة 1928.
قبل هذا التاريخ كان سكان اندونيسيا يتكلمون أكثر من مائتي لغة، بينها ثلاث لغات كبرى هي: الجاوية ويتكلمها أربعون مليونا، والسوندانية ويتكلمها اثنا عشر مليونا، والمادورية ويتكلمها ستة ملايين، وهناك ست لغات أخرى يتكلم كلا منها مليون أو مليونان. وتنتشر هذه اللغات على جزر أندونسيا التي يبلغ عددها حوالي 17508 جزيرة.
كانت اللغة الهولندية ـ لغة المستعمر ـ هي اللغة المسيطرة في اندونيسيا طيلة ثلاثة قرون، إلى أن تحدى جايا دانجرات المستعمر سنة 1924 وخطب بلغة الملايو الوطنية في البرلمان الذي كان عضوا فيه. بعد هذه الحادثة قرر الحزب الإسلامي والحزب الشيوعي استعمال هذه اللغة. وفي سنة 1928 اجتمع مؤتمر للشباب وقرر تأييده للغة وطنية واحدة واعتمد وطنيا هذا القرار. ونظرا للمد الوطني ضد الاستعمار الهولندي التي كانت لغته هي المسيطرة على أندنوسيا، ونظرا لشعور الحركة الوطنية الأندونيسية بخطورة الرواسب التي تحملها لغة المستعمر فقد قررت الاستغناء عنها واعتماد اللغة الإنكليزية كلغة أجنبية أولى في التعليم.

### الوضع اللغوي في بلدان إفريقيا جنوب الصحراء الكبرى.[3]
تعاني البلدان الإفريقية جنوب الصحراء الكبرى من انعدام وجود لغات وطنية لعدم اعتماد اللغات المحلية كلغات وطنية، وتسيطر عليها لغات المستعمر الثلاث: الإنجليزية، والفرنسية، والبرتغالية. هذا باستثناء تانزانيا التي تسود بها اللغة الوطنية السواحلية. توجد لغات كبرى بأفريقيا كالهوسة التي تعتبر أكبر لغة تنتشر في سبعة عشر بلدا. والسواحلية، والوولف، والأمهرية، والدينكة، والبوروبية. وهي كلها متأثرة باللغة العربية وكانت قبل مجيئ الاستعمار الأوروبي تكتب بالحرف العربي، ولمدة إثني عشر قرنا لم تلغ العربية لغات أفريقيا بل أمدتها بماء الحياة؛ وعمل الاستعمار على استبدال الحرف العربي بالحرف اللاتيني تمهيدا لإلغائها من الحياة الرسمية. وقد فشلت اللغة الأجنبية في إيجاد نسيج اجتماعي منسجم بالبلاد الإفريقية الذي لا تحققه إلا اللغة الوطنية. وفي غياب اللغات الوطنية تتحول البلدان الإفريقية من الدولة الأمة إلى الدولة القبيلة. وقد سبق لفرانز فانون أن وصف هذا الوضع بمقولته المشهورة أديم أسود وقناع أبيض.